# Elmwood Place
Elmwood Place és una vila dels Estats Units a l'estat d'Ohio. Segons el cens del 2000 tenia 2.681 habitants.

## Demografia
Segons el cens del 2000, Elmwood Place tenia 2.681 habitants, 1.061 habitatges, i 658 famílies. La densitat de població era de 3.136,8 habitants/km².
Dels 1.061 habitatges en un 33,1% hi vivien nens de menys de 18 anys, en un 36,7% hi vivien parelles casades, en un 18,8% dones solteres, i en un 37,9% no eren unitats familiars. En el 32% dels habitatges hi vivien persones soles el 7,5% de les quals corresponia a persones de 65 anys o més que vivien soles. El nombre mitjà de persones vivint en cada habitatge era de 2,53 i el nombre mitjà de persones que vivien en cada família era de 3,23.
Per edats la població es repartia de la següent manera: un 29,2% tenia menys de 18 anys, un 9,8% entre 18 i 24, un 29,8% entre 25 i 44, un 21% de 45 a 60 i un 10,1% 65 anys o més.
L'edat mediana era de 33 anys. Per cada 100 dones de 18 o més anys hi havia 102,8 homes.
La renda mediana per habitatge era de 29.017 $ i la renda mediana per família de 31.528 $. Els homes tenien una renda mediana de 29.902 $ mentre que les dones 21.812 $. La renda per capita de la població era de 13.466 $. Aproximadament el 80,2% de les famílies i el 69% de la població estaven per davall del llindar de pobresa.

## Poblacions properes
El següent diagrama mostra les poblacions més properes.